# Ljustekniker

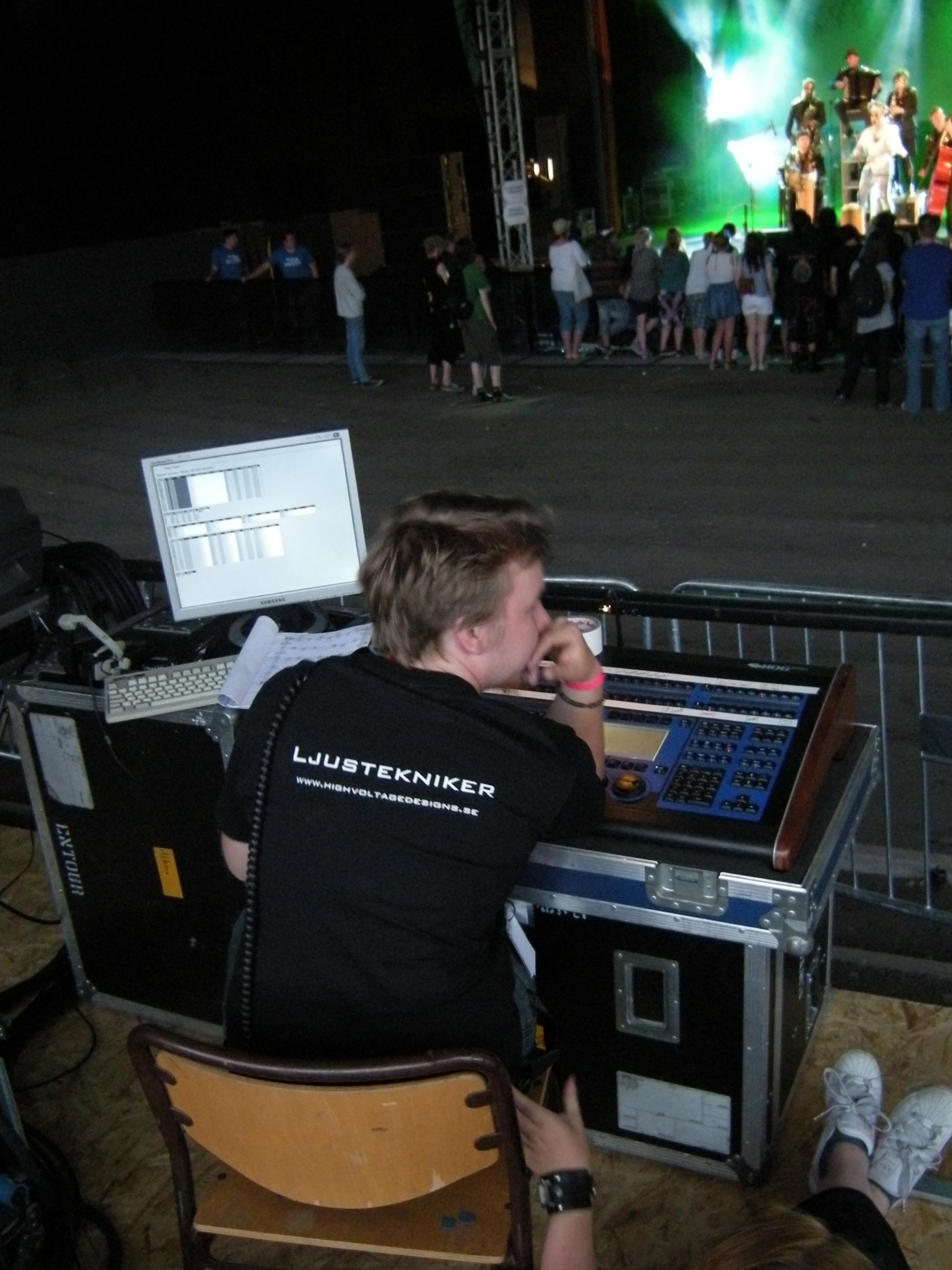
Ljustekniker i arbete under Peace & Love i Borlänge

En ljustekniker har hand om allt ljus på scenen och har det främsta ansvaret för att ljuset ska framhäva att det ser så naturligt ut som möjligt. Ljusteknikern ska även se till att skådespelarna framhävs.